# إدوارد فيليب سليمان
إدوارد فيليب سليمان (بالإنجليزية: Edward Philip Solomon)‏ (و. 1845 – 1914 م) هو سياسي، محام من جنوب أفريقيا .